# Standarddatenbogen

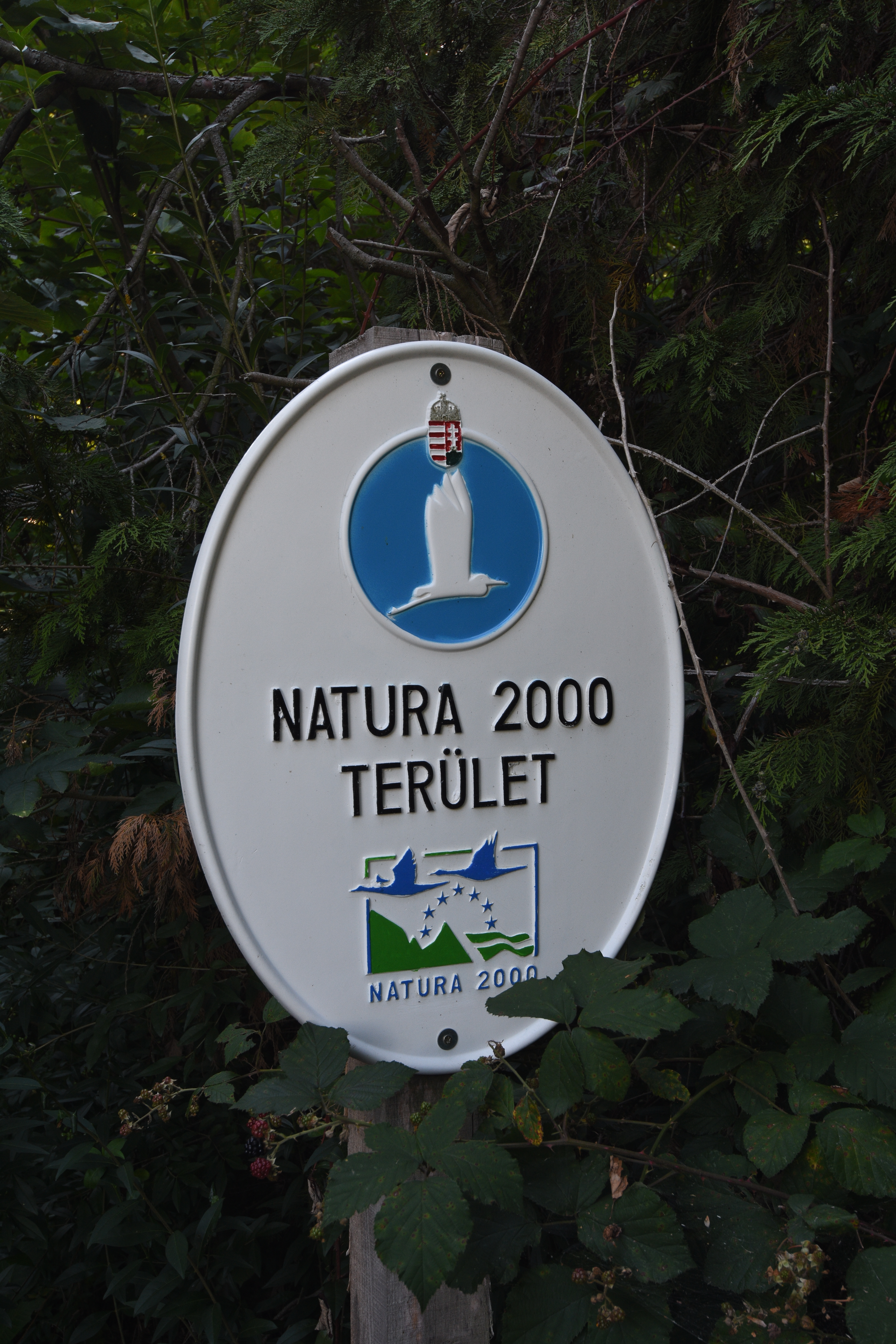

Der Standard-Datenbogen (SDB) englisch Standard Data Form (SDF) ist ein standardisiertes und offizielles Formular, welches von den Mitgliedstaaten der Europäischen Union für die Meldung der Gebiete des Natura 2000-Netzes an die Europäische Kommission verwendet wird. Form und Inhalt sind von der EU in den Richtlinien 92/43/EWG für FFH-Gebiete und 2009/147/EG für Vogelschutzgebiete verbindlich festgelegt und entsprechend vereinheitlicht.
Für die nachstehenden Erläuterungen wird noch auf den von der EU-Kommission erlassenen Durchführungsbeschluss 2011/484/EU zur Übermittlung von Informationen zu Natura-2000-Gebieten in der deutschen und englischen Fassung Bezug genommen. Die frühere Entscheidung 97/266/EG der Kommission wird nicht mehr berücksichtigt. Seit dem 1. Februar 2025 gilt der Durchführungsbeschluss (EU) 2023/2806 der Kommission vom 15. Dezember 2023 über den Datenbogen für die Übermittlung von Informationen zu Natura-2000-Gebieten, und ersetzt den Durchführungsbeschluss 2011/484/EU. Zu den Gründen der Neufassung von 2023 wird dort u. a. dargelegt: „(4) Um die Datenverfügbarkeit und -qualität zu verbessern, werden wichtige Informationslücken, z. B. zu Erhaltungszielen, Maßnahmen und Wirksamkeit der Bewirtschaftung, geschlossen, und um den Standard-Datenbogen für Natura 2000 besser mit den Berichtspflichten gemäß Artikel 17 der Richtlinie 92/43/EWG und Artikel 12 der Richtlinie 2009/147/EG des Europäischen Parlaments und des Rates in Einklang zu bringen, muss das mit dem Durchführungsbeschluss 2011/484/EU der Kommission festgelegte Format angepasst werden.“
Verwendete Abkürzungen:
- GIS – Geografisches Informationssystem englisch Geographical Information System
- GGB – Gebiet von gemeinschaftlicher Bedeutung englisch Sites of Community Importance (SCI)
- INSPIRE – Geodateninfrastruktur in Europa englisch Infrastructure for Spatial Information in Europe
- BEG – Besonderes Erhaltungsgebiet englisch Special Area of Conservation (SAC)
- BSG – Besonderes Schutzgebiet englisch Special Protection Area (SPA)
- vGGB – vorgeschlagenes Gebiet von gemeinschaftlicher Bedeutung englisch proposed Site of Community Importance (pSCI)

## Vorgeschichte
Die Standardisierung der EU-Kommission im SDB gehen zurück auf die Verabschiedung der FFH-Richtlinie gemeinsam mit dem LIFE-Programm am 21. Mai 1992, welche zusammen mit der bereits 1979 verabschiedeten EU-Vogelschutz-Richtlinie die Grundlage für das EU-Schutzgebietsnetzwerk Natura 2000 bildet.
Bis 2021 waren EU-weit ca. 27.000 Natura 2000-Gebiete von den Mitgliedsstaaten an die EU-Kommission gemeldet und um diese Anzahl an Daten erfassen und verwalten zu können, war es von Beginn an ein zentrales Anliegen eine einheitliche verbindliche Grundlage zu schaffen um ein europäisches Datenbanksystem aufzubauen und dessen Funktion sicherzustellen. Gleichzeitig wird durch die bestimmte Art der Erfassung der Daten (z. B. in Deutschland) eine gesamtheitliche Datenanalyse möglich. So wurde für die deutschen Schutzgebiete eine INSPIRE Datenspezifikation entwickelt, wonach z. B. die Relevanz bestimmter Angaben in die Datensätze des SDB einfließen.
Im Zuge der Vorschlagslisten der Mitgliedsländer sollen gem. Artikel 4 Abs. 1 der FFH-Richtlinie die auszuweisenden Gebiete bei der Meldung entsprechende Angaben enthalten, welche mit einem SDB zu differenzieren sind. Der 1994 eingerichtete Habitat-Ausschuss (Mitglieder der verschiedenen nationalen Umweltämter und Wissenschaftler) legte die Kriterien erstmals in der EUR15-Version fest, welche 2003 durch die EUR25-Version und 2007 durch die EUR27-Version erweitert wurden. Die z. Zt. gültige Version EUR28 von 2013 war durch die EU-Erweiterung, neue Erkenntnisse und Beitritt weiterer Mitgliedsländer notwendig geworden und etabliert es als wissenschaftliches Referenzhandbuch für das Netzwerk.

## Verwendung und Zweck

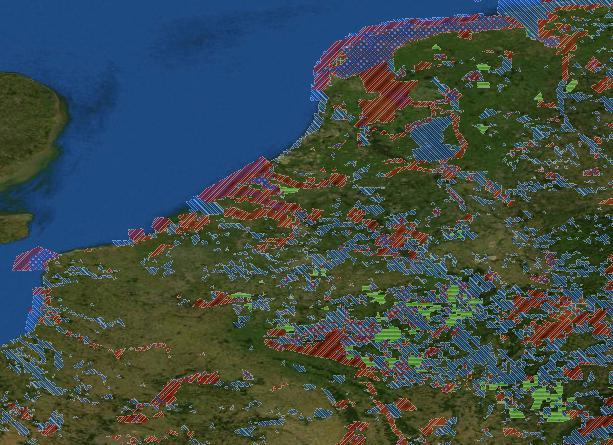
Beispiel der Datenverwendung im Natura 2000-Viewer

Für jedes vorgeschlagene, ausgewiesene oder eingestufte Gebiet im Natura 2000-Netz soll ein separater SDB ausgefüllt werden. Überschneiden sich Gebiete oder liegt ein Gebiet innerhalb eines anderen, sind jeweils eigene SDB auszufüllen. Nur wenn 2 Gebiete deckungsgleich zusammenfallen können die Daten auf einem gemeinsamen SDB angegeben werden (siehe auch Kap.1: Gebietskennzeichnung).:
- Hauptziel ist die Bereitstellung von Daten, welche die EU-Kommission benötigt, um die Maßnahmen zur Schaffung und Erhaltung eines kohärenten NATURA-2000-Netzes zu koordinieren und die Wirksamkeit für die Erhaltung der Lebensräume und Arten (gem. Richtlinien 92/43/EWG und 2009/147/EG) zu bewerten.
- Erstellen und Aktualisieren der EU-Referenz-Verzeichnisse von GGB/BEG im Rahmen der gem. der Richtlinien sowie Schaffung einer verlässlichen Bezugs- und Informationsquelle
- Bereitstellung von Informationen für andere Entscheidungen (z. B. bei Agrar-, Energie- und Verkehrspolitik) der EU-Kommission, um sicherzustellen das auf die Ansprüche der Gebiete im NATURA-2000-Netz berücksichtigt werden
- Unterstützung der EU-Kommission und ihrer Ausschüsse bei der Auswahl von Vorhaben zur finanziellen Förderung (z. B. durch LIFE)
- Schaffung einer nützlichen Form für den Austausch von Informationen über Natura-2000-Gebiete (gem. der INSPIRE-Verordnung oder im Sinne der Aarhus-Konvention)
- Bereitstellung der Daten für Forschung und Wissenschaft sowie für Statistik und Planung von weiteren Maßnahmen oder Beschlüssen

## Aufbau  und Übersicht
Das vollständige Ausfüllen eines Standard-Datenbogens stellt einen erheblichen Aufwand in der praktischen Anwendung für die Landesbehörden dar, deshalb wurde vom Bundesamt für Naturschutz (BfN) in Abstimmung mit der EU-Kommission zugestanden, einige Felder vorerst nicht auszufüllen und das die Angaben in bestimmten Feldern zu einem späteren Zeitpunkt vorgenommen werden können. Vom BfN wurde für die Landesämter ein spezielles FFH-Eingabeprogramm entwickelt, welches die bundeseinheitlichen Vorgaben beinhaltet und zusätzlich die Erstellung des eigentlichen Meldeformulars an die EU ermöglicht sowie einen zusammenfassenden Bericht der vollständigen Gebietsdaten für die Weiterverwendung enthält. Laut Durchführungsbeschluss 2023/2806 soll ein Online-Referenzportal für Natura 2000 Hilfestellungen bieten „einschließlich Codelisten, technischer Anleitungen und Dateiformaten für die Übermittlung der Informationen“; dieses war allerdings Anfang Februar 2025 noch nicht auf das neu geltende Format umgestellt.
Der SDB (Stand 2011) ist demnach in 8 Kapitel und bis zu 5 Anhängen (abhängig vom jeweiligen Gebiet) gegliedert:
- Kapitel 1: Gebietskennzeichnung
  - Angaben zu Typ, Kennziffer, Datum und Beziehung zu anderen Gebieten
- Kapitel 2: Lage des Gebiets
  - Angaben zu Gebietsmittelpunkt, Fläche, Höhe über NN, Verwaltungsgebiet und biogeographischer Region
- Kapitel 3: Ökologische Angaben
  - Angaben zu vorhandenen Lebensräumen und ihre Beurteilung (Aufführung der Lebensräume im Anhang I)
  - Angabe zu vorkommenden Arten und ihre Beurteilung (Aufführung der Arten in Anhang II und III)
  - das Vorkommen von bedeutenden Arten z. B. endemische oder von der jeweiligen nationalen Roten Liste
- Kapitel 4: Gebietsbeschreibung
  - mit Angaben zu Gebietscharakter (nach Biotop- und Vegetationsvorkommen)
  - weitere Angaben zu Besitzverhältnissen, Güte und Bedeutung sowie Verletzbarkeit des Gebiets
  - wichtig sind hier die Quellennachweise der für das Ausfüllen verwendeten Materialien
    - z. B. langjährige Beobachtungen, wissenschaftliche Forschungsergebnisse und Berichte der Unteren Naturschutzbehörden
- Kapitel 5: Schutzstatus des Gebietes und Zusammenhang mit CORINE-Biotopen
  - Ausweisung als Schutzgebiete (nach Kennziffern, z. B. DE01 für Nationalpark[16])
  - Zusammenhang des Gebiets zu anderen Gebieten (Art und Anteil der Überdeckung)
  - Angabe zu bisherigen Meldung zu Corine-Biotopen
- Kapitel 6: Einflüsse und Nutzungen im Gebiet
  - Angaben zu Nutzung und Einflüssen und der davon betroffenen Flächen, sowie vorhandener Managementplan
- Kapitel 7: Karte des Gebiets
  - Angaben zu verwendeten Karten und Gebietsabgrenzung, sowie für Deutschland das verwendete Messtischblatt (TK25)
- Kapitel 8: Fotodokumentation/Luftbilder
  - diese sind freiwillig und können nachgereicht werden
- Anhang I: Aufführung der Lebensraumtypen aus Kapitel 3 (gem. Anhang I der FFH-Richtlinie)
- Anhang II: Aufführung der Arten aus Kapitel 3 (gem. Anhang II der FFH-Richtlinie)
- Anhang III: Aufführung der Arten aus Kapitel 3 (gem. Anhang I der Vogelschutzrichtlinie)
- Anhang IV: Auflistung der Einflüsse und Nutzungen des Natura 2000 Gebiets aus Kapitel 6 (gem. EU-Code-Tabelle)
- Anhang V: (nur in Deutschland) Erfassung der vollständigen Gebietsdaten für Verarbeitung im BfN

In der Neufassung 2023/2806 sollen die Angaben präzisiert werden und stärker auf die digitale Eingabe und Weiterverarbeitung ausgerichtet sein. Es sind 6 Hauptabschnitte vorgesehen, wobei der 6. Hauptabschnitt den Geodatensatz beinhaltet:
1. Gebietskennzeichnung
2. Fläche und Lage des Gebiets
3. Ökologische Angaben
4. Beschreibung des Gebiets
5. Bewirtschaftung des Gebiets
6. Geodatensatz

Die ökologischen Angaben beziehen sich auf

3.1 Lebensraumtypen:
- Für jeden in Anhang I aufgeführten Lebensraumtyp (LRT), der in dem Gebiet vorkommt, auszufüllen (für vGGB, GGB, BEG)
- Neu: Lebensraumtypen, die im Gebiet nicht mehr vorkommen, sind ebenfalls zu behandeln (unter 3.1.3)
- Neu: Es werden für jeden LRT detaillierte Angaben zum Erhaltungsgrad erwartet, einschließlich der Flächengröße je Kategorie.

3.2 Arten: Auszufüllen für
- Vogelarten, die für Artikel 4 Absätze 1 und 2 der Richtlinie 2009/147/EG relevant sind und in dem Gebiet (gilt für BSG) vorkommen und
- Arten, die in Anhang II der Richtlinie 92/43/EWG aufgeführt sind und in dem Gebiet vorkommen (gilt für vGGB, GGB, BEG)
- Neu: Arten, die im Gebiet nicht mehr vorkommen, sind ebenfalls zu behandeln (unter 3.2.5)
- Für Arten sind Angaben zu den Anteilen der Lebensraumflächen unterschiedlichen Erhaltungsgrads fakultativ (unter 3.2.15.2)

3.3 Andere wichtige Pflanzen- und Tierarten (fakultativ)

Die Angaben zur Bewirtschaftung des Gebiets unterteilen sich in

5.1 Für die Bewirtschaftung des Gebiets zuständige Einrichtung
5.2 Bewirtschaftungspläne (ggf. mit Links)
5.3 Erhaltungsmaßnahmen (ggf. mit weiteren Links):
- Detaillierte Informationen zu Maßnahmen
- Fortschritt der Erhaltungsmaßnahmen (eingeführt? umgesetzt?)

5.4 Wirksamkeit der Bewirtschaftung